# الجريمة في قطر

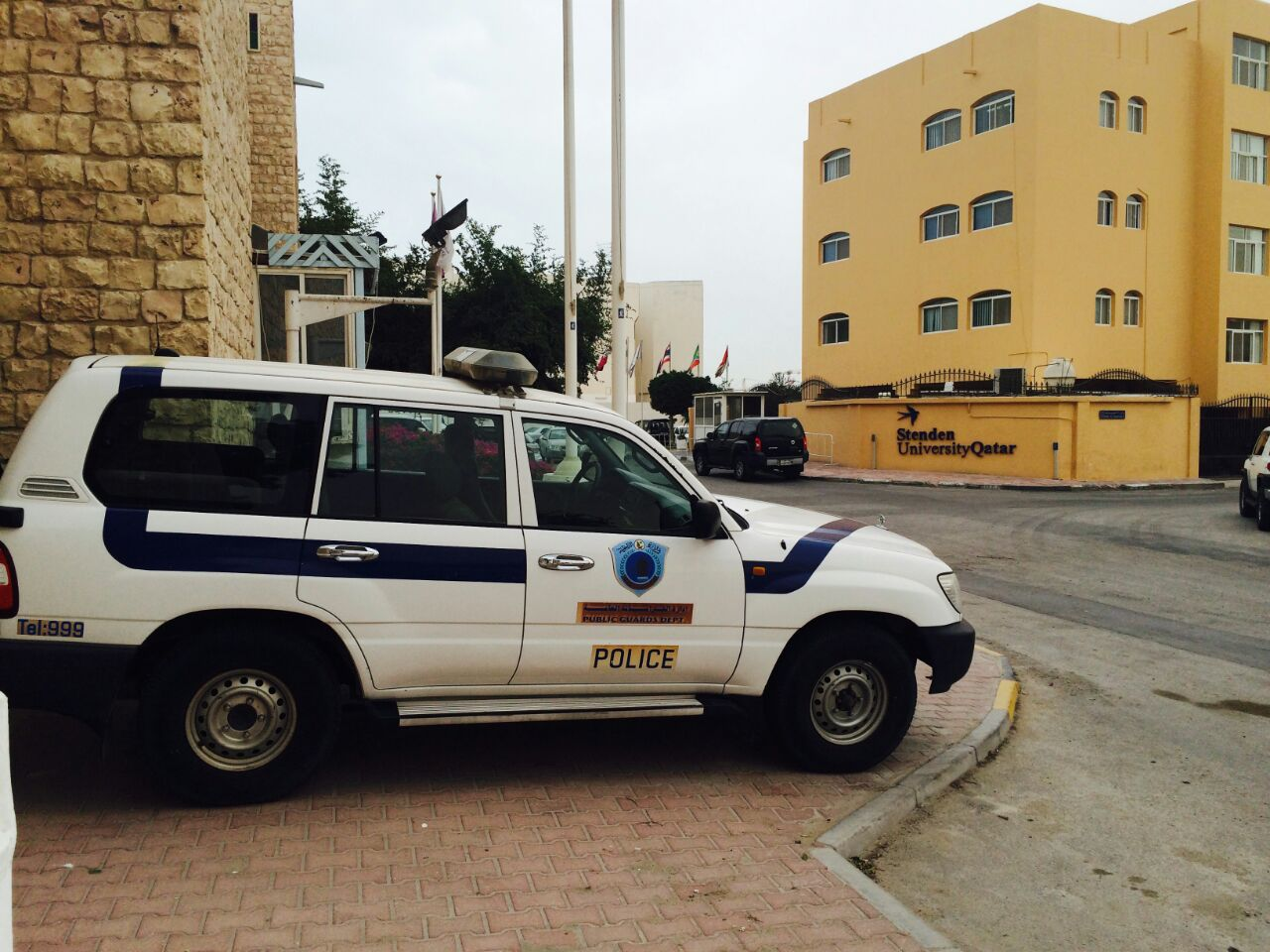

الجريمة في قطر منخفض نسبيا مقارنة مع الدول الصناعية. الجرائم الصغيرة مثل النشل وخطف حقيبة لا تحدث، وهي نادرة للغاية وحوادث العنف نادرة أيضا، فقد وقعت أعمال العنف بشكل متكرر بسبب الزيادة في عدد السكان في الدوحة وزيادة الضغوط الاقتصادية على العمالة الوافدة خلال السنوات القليلة الماضية.
قطر بلد المقصد للرجال والنساء من جنوب وجنوب شرق آسيا الذين يهاجرون طواعية، والعمل كخادمات في المنازل. قطر في المرتبة المصنفة في الفئة 3. تقدمت حكومة قطر تقدما ضئيلا لزيادة الملاحقات القضائية بتهمة الاتجار بشكل فعال في عام 2007.
التهديد من هجوم إرهابي هي مسألة مثيرة للقلق. وقد هدد تنظيم القاعدة المصالح الغربية ومواطنيهم في المنطقة العربية. وزارة الشؤون الخارجية والتجارة من حكومة أستراليا نصحت المسافرين لأخذ الحيطة والحذر في قطر بسبب تهديد عالٍ من الإرهاب. ادعت أنها تلقت تقارير عن خطط إرهابية لمهاجمة مجموعة من الأهداف في حياة الغربيين في دول الخليج. تفجير سيارة ملغومة في مسرح اللاعبين في الدوحة في 19 مارس 2005، والتي كانت أول هجوم من نوعه في البلاد وقتل مواطن بريطاني وجرح اثني عشر شخصا آخرين. وكان منفذ الهجوم يدعى عمر أحمد عبد الله صالح مصري الجنسية . في 17 مارس 2005، حث صالح العوفي رئيس تنظيم القاعدة في السعودية، للهجوم على ما وصفه ب «الصليبية» الأعداء في قطر وفي دول أخرى مثل البحرين وسلطنة عمان ودولة الإمارات العربية المتحدة.